# Drôles de dames
Ne doit pas être confondu avec Drôle de drame.
Pour les articles homonymes, voir Charlie's Angels (homonymie).
Charlie et ses drôles de dames
Drôles de dames (Charlie's Angels) est une série télévisée américaine créée par Ivan Goff et Ben Roberts composée d'un pilote de 70 minutes diffusé le 21 mars 1976, et de 115 épisodes de 48-50 minutes diffusés entre le 22 septembre 1976 et le 24 juin 1981 sur le réseau ABC.
La série met en scène un trio de femmes détectives, surnommées les « Anges » en version originale, travaillant pour un millionnaire anonyme nommé Charlie Townsend. Elle connut un important succès durant sa diffusion, notamment lors de ses trois premières saisons. Elle est depuis considérée comme une série télévisée culte et comme l'un des plus importants phénomènes de la pop-culture américaine.
En France, la série a été diffusée à partir du 8 janvier 1978 sur Antenne 2 (saisons 1 à 4) avant de se poursuivre sur M6 (pilote et saison 5). Par la suite, elle fut rediffusée à de nombreuses reprises sur différentes chaînes dont France 3 et Direct 8, ainsi que Paris Première dans une version remastérisée en HD. La série est rediffusée sur Paramount Channel depuis le 5 septembre 2022. Au Québec, la série fut diffusée à partir du 10 septembre 1981 à Télé-Métropole puis rediffusée sur Canal D et Prise 2.
Par la suite, la série est devenue une franchise. En 2000, avec la sortie du film Charlie et ses drôles de dames, elle donne naissance à une série de films lui faisant suite et mettant en scène des nouvelles générations de détectives.
Un reboot télévisé, simplement intitulé Charlie's Angels, vit le jour en 2011 mais fut annulé après seulement huit épisodes.

## Synopsis

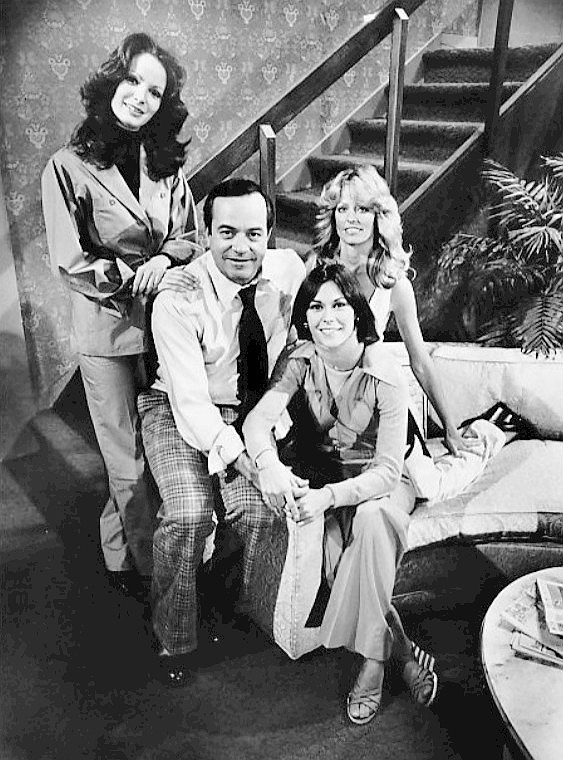
Les « Anges » originaux : Jaclyn Smith, Farrah Fawcett et Kate Jackson ; accompagnés par Bosley, interprété par David Doyle.

À Los Angeles, il existe une agence détective dirigée par le mystérieux Charlie Townsend. L'agence propose les services d'un trio de femmes talentueuses, intelligentes et indépendantes. Ce trio est composé de Sabrina Duncan, Jill Munroe et Kelly Garrett, tout juste sorties de l'école de police et à qui l'on avait confié de multiples tâches plutôt ennuyeuses. Intéressé par leurs potentiels, Charlie les engage pour leur confier des missions parfois dangereuses.
Ce dernier les contacte uniquement par téléphone via John Bosley, son ancien coéquipier devenu son assistant. Au fur et à mesure des années, le trio évoluera avec l'arrivée de nouvelles recrues.

## Accroche
L'accroche de la série varie légèrement à chaque saison.

Saison 1 : 

« Il était une fois trois filles superbes qui avaient décidé de s'engager dans la police. Mais on les avait cantonnées dans des travaux bien peu passionnants. Alors moi, Charlie, je les ai sorties de ce cauchemar pour les engager. Et je ne le regrette pas, car ce sont vraiment de Drôles de dames. »

Saisons 2 et 3 : 

« Il était une fois trois filles superbes qui avaient décidé de s'engager dans la police. Deux à Los Angeles, l’autre à San Francisco. Mais on les avait cantonnées dans des travaux bien peu passionnants. Alors moi, Charlie, je les ai engagées, et je ne le regrette pas, car ce sont vraiment de Drôles de Dames. »

Saison 4 : 

« Il était une fois trois filles superbes qui avaient décidé de s'engager dans la police. L’une à Los Angeles, une autre à San Francisco et la troisième à Boston. Mais on les avait cantonnées dans des travaux bien peu passionnants. Alors moi, Charlie, je les ai engagées, et je ne le regrette pas, car ce sont vraiment de Drôles de Dames. »

Saison 5 : 

« Il était une fois trois filles superbes. Deux d’entre elles avaient décidé de s'engager dans la police. La troisième avait suivi des cours pour devenir mannequin. Mais leur travail ne les passionnait pas vraiment. Alors moi, Charlie, je les ai engagées, et je ne le regrette pas, car ce sont vraiment de Drôles de Dames. »

En version originale, cela donne : 

« Once upon a time, there were three little girls who went to the police academy. And they were each assigned very hazardous duties, but I took them all away from all that and now they work for me. My name is Charlie. »

## Distribution

### Les « Anges »
- Kate Jackson (VF : Perrette Pradier) : Sabrina Duncan, diplômée de la police de Los Angeles, elle démissionne pour fonder une famille. (saisons 1 à 3 - 73 épisodes)
- Farrah Fawcett (VF : Béatrice Delfe) : Jill Munroe, diplômée de la police de Los Angeles, elle démissionne pour réaliser son rêve : devenir pilote de course automobile. Elle fait ensuite quelques apparitions au cours des saisons 3 et 4. (saison 1 - invitée saisons 3 et 4 - 29 épisodes)
- Jaclyn Smith (VF : Évelyn Séléna) : Kelly Garrett, diplômée de la police de Los Angeles . C'est le seul « Ange » à rester tout au long des cinq saisons. (saisons 1 à 5 - 116 épisodes)
- Cheryl Ladd (VF : Sylviane Margollé / Céline Monsarrat) : Kris Munroe, sœur de Jill et diplômée de la police de San Francisco. (saisons 2 à 5 - 93 épisodes)
- Shelley Hack (VF : Anne Kerylen) : Tiffany Welles, diplômée de la police de Boston, c'est l'«Ange» le plus élégant[réf. souhaitée]. Elle repart ensuite vivre à Boston. (saison 4 - 26 épisodes)
- Tanya Roberts (VF : Anne Jolivet) : Julie Rogers, c'est le seul « Ange » à ne pas avoir suivi une formation de policière, elle était mannequin. (saison 5 - 17 épisodes)

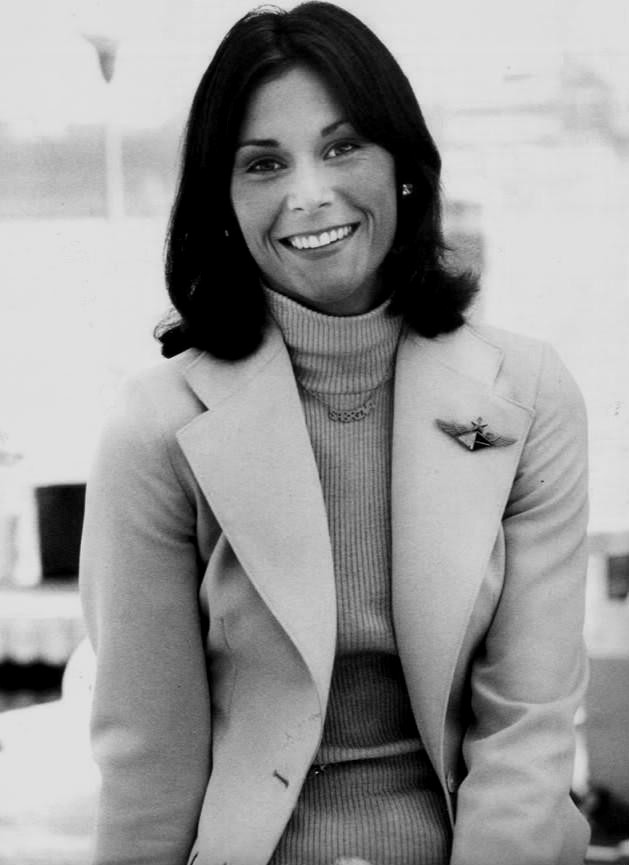
Kate Jackson interprète Sabrina Duncan.
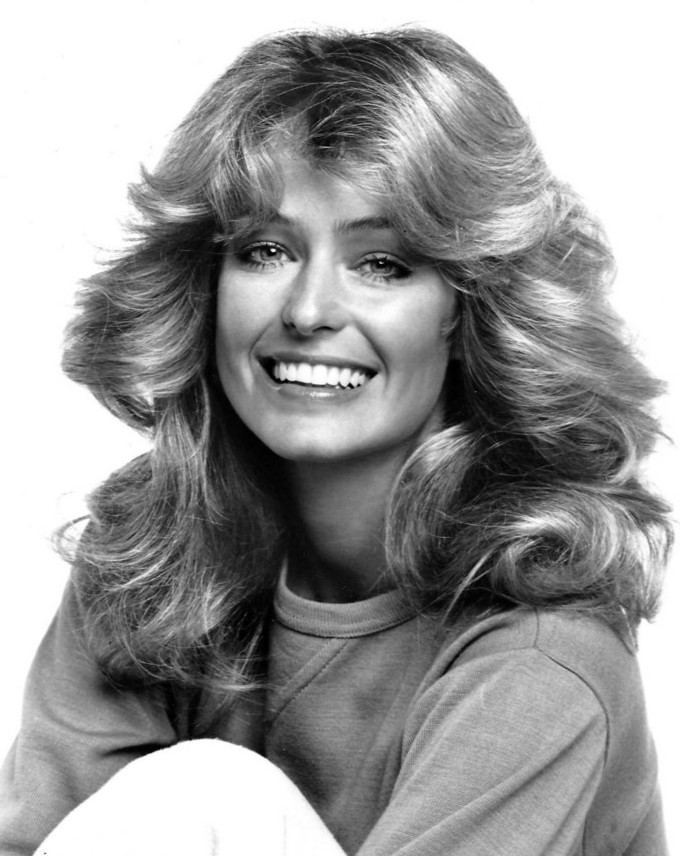
Farrah Fawcett interprète Jill Munroe.
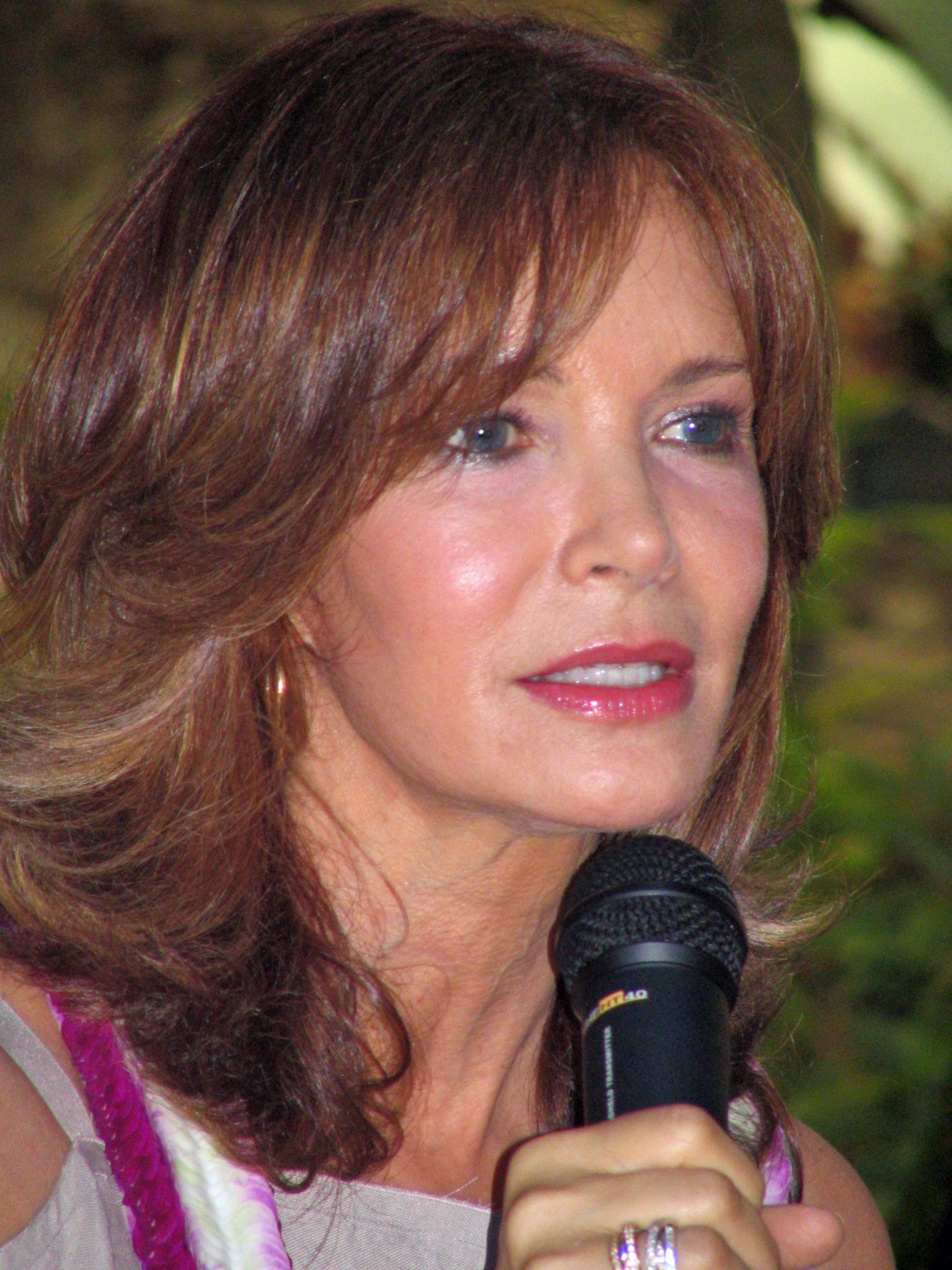
Jaclyn Smith interprète Kelly Garrett.
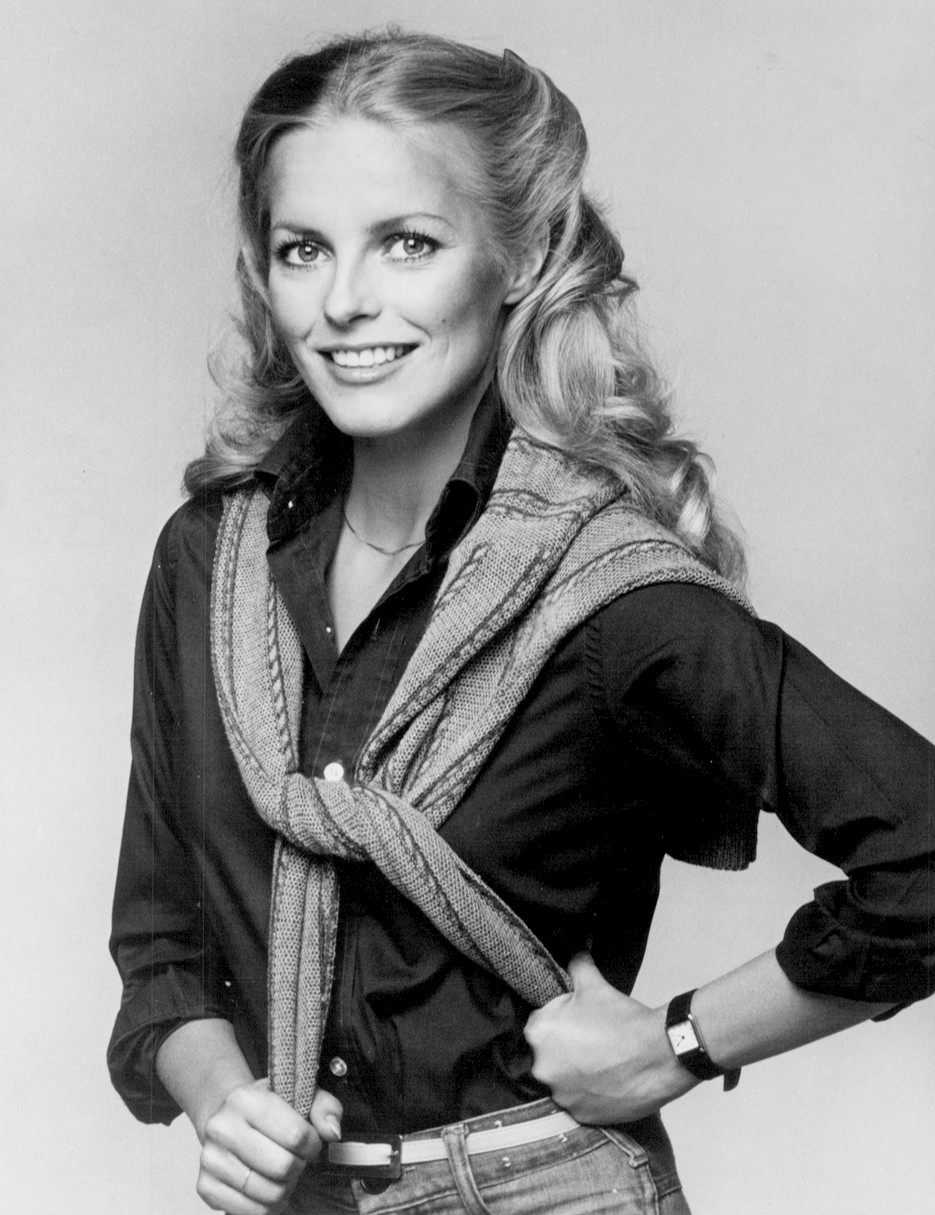
Cheryl Ladd interprète Kris Munroe.
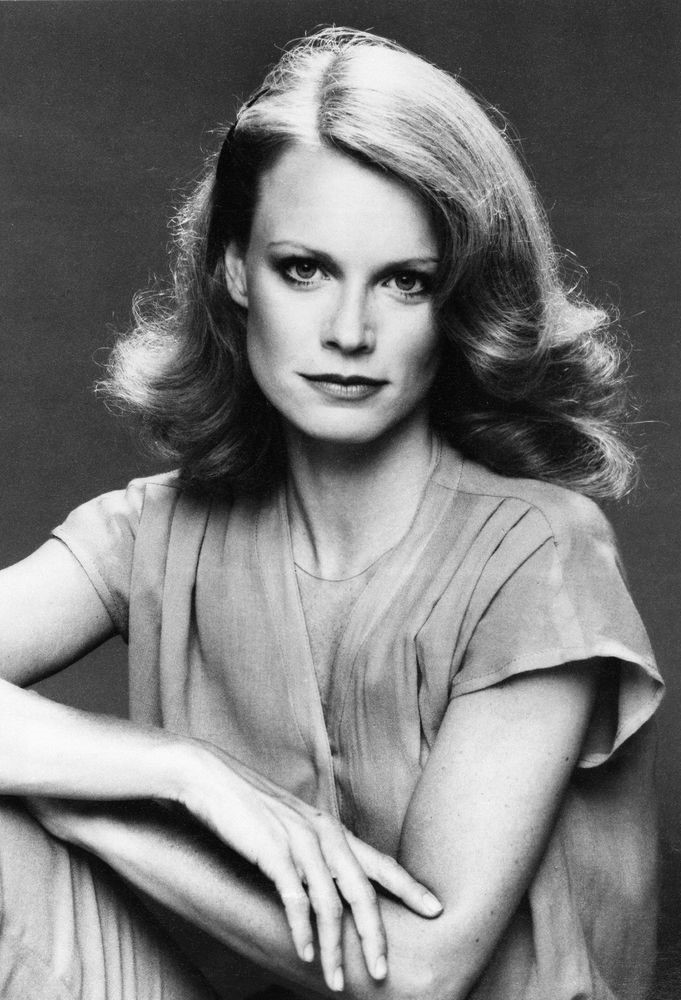
Shelley Hack interprète Tiffany Welles.
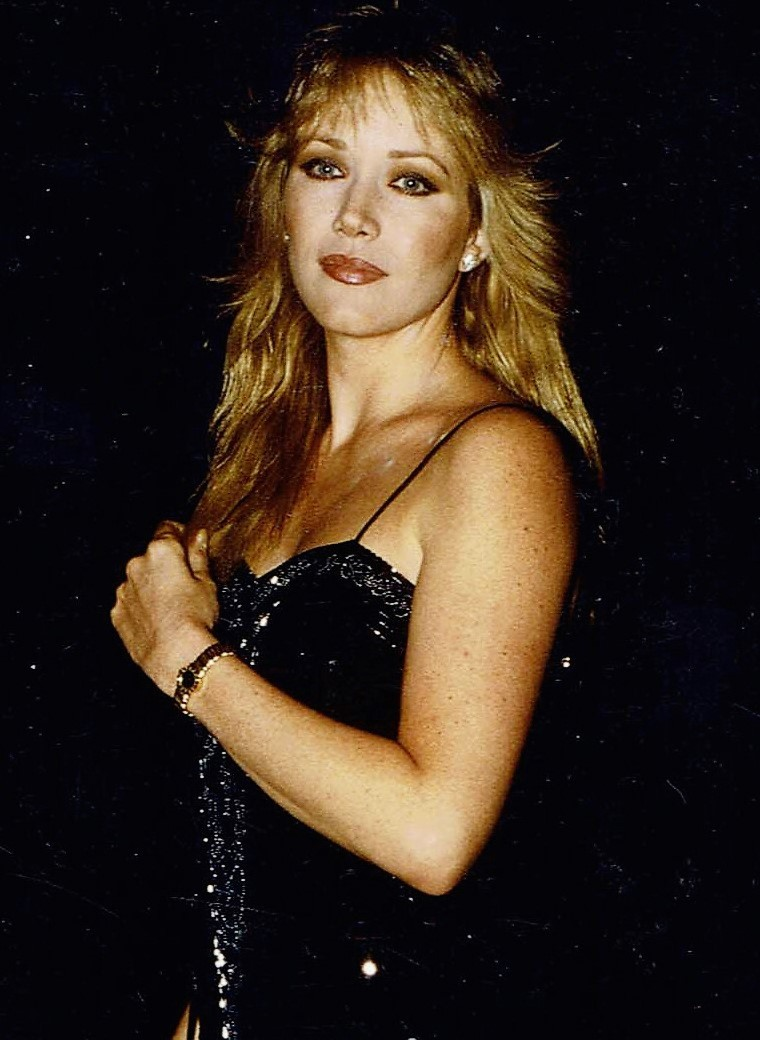
Tanya Roberts interprète Julie Rogers.

### L'équipe de l'agence Townsend
- John Forsythe (VF : Jean Berger) : Charlie Townsend (voix), le propriétaire de l'agence de détective et le patron des « Anges » et de Bosley, son visage n'est jamais dévoilé et il communique principalement via un haut-parleur.
- David Doyle (VF : Philippe Dumat) : John Bosley, le bras droit de Charlie.
- David Ogden Stiers : Scott Woodville, le premier bras droit de Charlie (pilote).

### Invités
- Tommy Lee Jones : Aram Kolegian (saison 1 épisode pilote)
- Kim Basinger : Linda Oliver (saison 1 épisode 4)
- Tom Selleck : Dr. Alan Samuelson (saison 1 épisode 5)
- Robert Loggia (VF : Serge Lhorca) saison 1 : Paul Terranova / Michael Durano (saison 1 épisode 6 / saison 4 épisode 23)
- G. W. Bailey : Mumford (saison 1 épisode 10)
- René Auberjonois (VF : Jacques Ciron) saison 1 : Terrence / Freddie Fortune (saison 1 épisode 11 / saison 4 épisode 9)
- Fernando Lamas : Jericho (saison 1 épisode 13)
- Ida Lupino : Gloria Gibson (saison 1 épisode 20)
- Frank Gorshin (VF : Gérard Hernandez) : Harry Dana (saison 1 épisode 21)
- Ed Lauter (VF : Jacques Deschamps) : Le lieutenant Howard Fine (saison 1 épisode 22)
- Dirk Benedict (VF : Pierre Arditi) : Barton / Denny Railsback (saison 1 épisode 22 / saison 2 épisode 22)
- Sammy Davis, Jr. (VF : Gérard Hernandez) : Lui-même / Herbert Brubaker III (saison 2 épisode 12)
- Robert Pine (VF : Claude Joseph) : Andy Price (saison 2 épisode 12)
- Martin Kove (VF : Patrick Poivey) : Georgie (saison 2 épisode 12)
- Craig T. Nelson : Stone (saison 2 épisode 23)
- Dean Martin (VF : Bernard Tiphaine) : Frank Howell (saison 3 épisode 1 et 2)
- Stephen Collins : Steve Carmody (saison 3 épisode 3)
- Jamie Lee Curtis (VF : Martine Irzenski) : Linda Frye (saison 3 épisode 6)
- Robert Davi : Richie (saison 3 épisode 10)
- Kim Cattrall : Sharon Kellerman (saison 4 épisode 5)
- Timothy Dalton (VF : Jean Roche) : Damien Roth (saison 4 épisode 6)
- Sally Kirkland : Lonnie /Laurie Archer (saison 4 épisode 7 / saison 5 épisode 10)
- Richard Lynch (VF : Marc Alfos) : Freddie Jefferson (saison 4 épisode 8)
- Cesar Romero : Elton Mills (saison 4 épisode 19)
- Robert Englund : Harold Belkin (saison 4 épisode 20)
- Louis Jourdan : docteur (saison 4 épisode 22)
- Joanna Pettet : Barbara Brown (saison 4 épisode 22)
- Tab Hunter : Bill Maddox (saison 4 épisode 22)
- Terri Lee (VF : Martine Irzenski) : Prof. McKendrick (saison 4 épisode 23)
- Barbara Stanwyck : Toni (saison 4 épisode 24)
- Patrick Duffy : William Cord (saison 4 épisodes 25 et 26)
- Ray Milland : Oliver Barrows (saison 4 épisodes 25 et 26)
- Christopher Lee (VF : Sady Rebbot) : Dale Woodman (saison 5 épisodes 1 et 2)
- Cameron Mitchell (VF : Jacques Richard) : Tom Grainger (saison 5 épisode 3)
- Soon Tek-Oh : Lieutenant Torres (saison 5 épisodes 4 à 7)
- Jane Wyman : Eleanor Willard (saison 5 épisode 3)
- Richard Anderson : Sam Knight (saison 5 épisode 5)
- Joanna Cassidy (VF : Monique Thierry) : Stacy (saison 5 épisode 7)
- Gene Barry : Steve Moss (saison 5 épisode 7)

## Épisodes

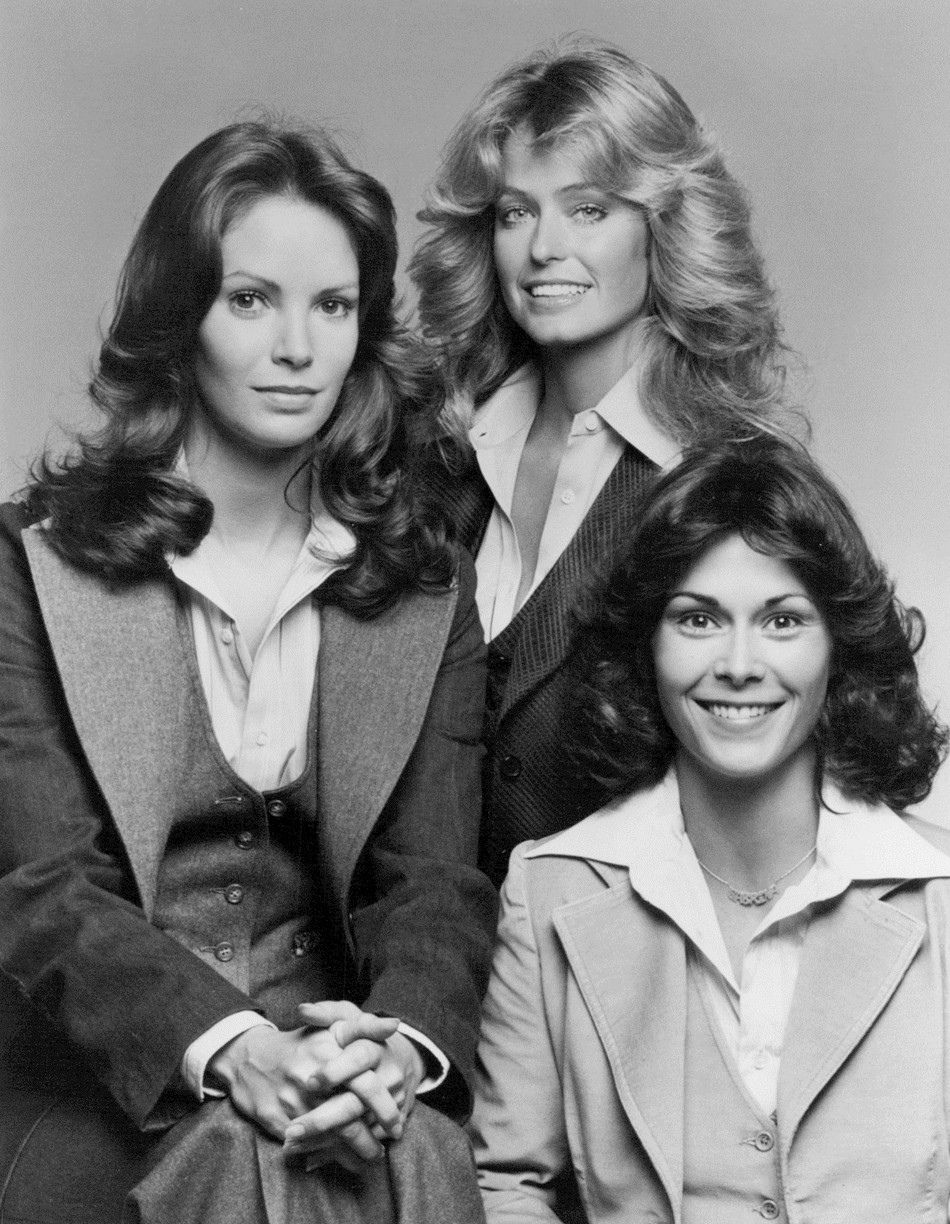
Les « Anges » originaux : Jaclyn Smith, Farrah Fawcett et Kate Jackson qui forment le trio de la première saison.

### Pilote (1976)
Il a été diffusé sous forme de téléfilm le 21 mars 1976.
1. Quand le vin est tiré / Le Testament / Pilote (Charlie's Angels)

### Première saison (1976-1977)

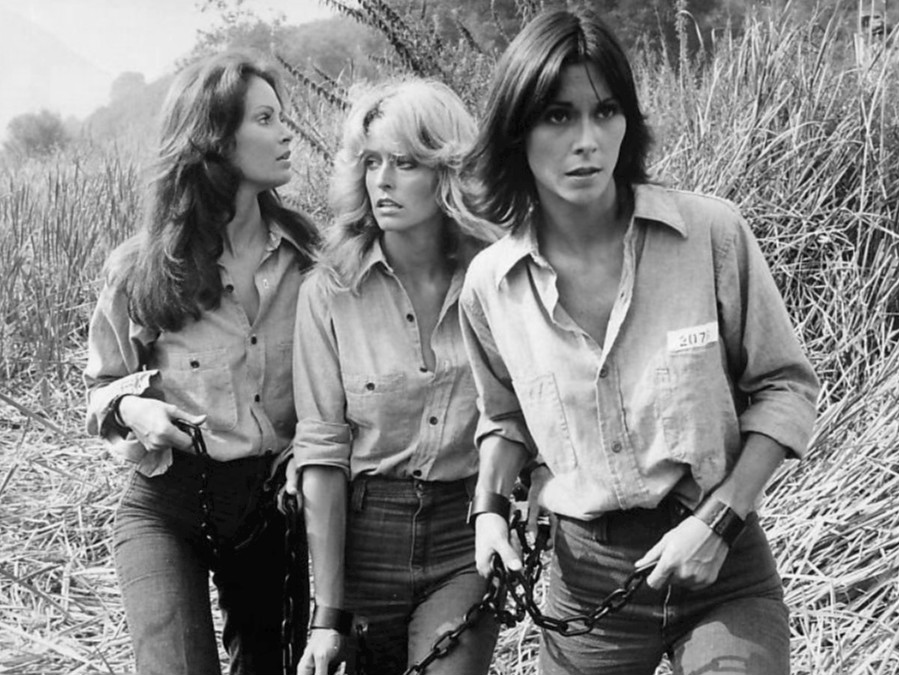
Photos promotionnelle des « Anges » dans le quatrième épisode de la première saison, Une prison pour ces dames.

Composée de 22 épisodes, elle a été diffusée entre le 22 septembre 1976 et le 4 mai 1977.
1. C'est l'enfer (Hellrider)
2. La Filière mexicaine (The Mexican Connection)
3. La Nuit de l'épouvante (Night of the Strangler)
4. Une prison pour ces dames (Angels in Chains)
5. Mais qui veut tuer Charlie ? (Target: Angels)
6. Une enquête musclée (The Killing Kind)
7. Gare à la dame (To Kill an Angel)
8. Tueur de dame (Lady Killer)
9. La Vie de château (Bullseye)
10. L'Antiquaire (Consenting Adults)
11. Kelly entend des voix (The Seance)
12. Rollerball (Angels on Wheels)
13. Piège pour dames (Angel Trap)
14. Le Grand Jeu (The Big Tap Out)
15. Week-end mouvementé (Angels on a String)
16. Une sale affaire (Dirty Business)
17. Las Vegas (The Vegas Connection)
18. Meurtre à l'hôpital (Terror on Ward One)
19. Bal dans la nuit (Dancing in the Dark)
20. La Star (I Will Be Remembered)
21. Ces dames à la mer (Angels at Sea)
22. Corruption (The Blue Angels)

### Deuxième saison (1977-1978)

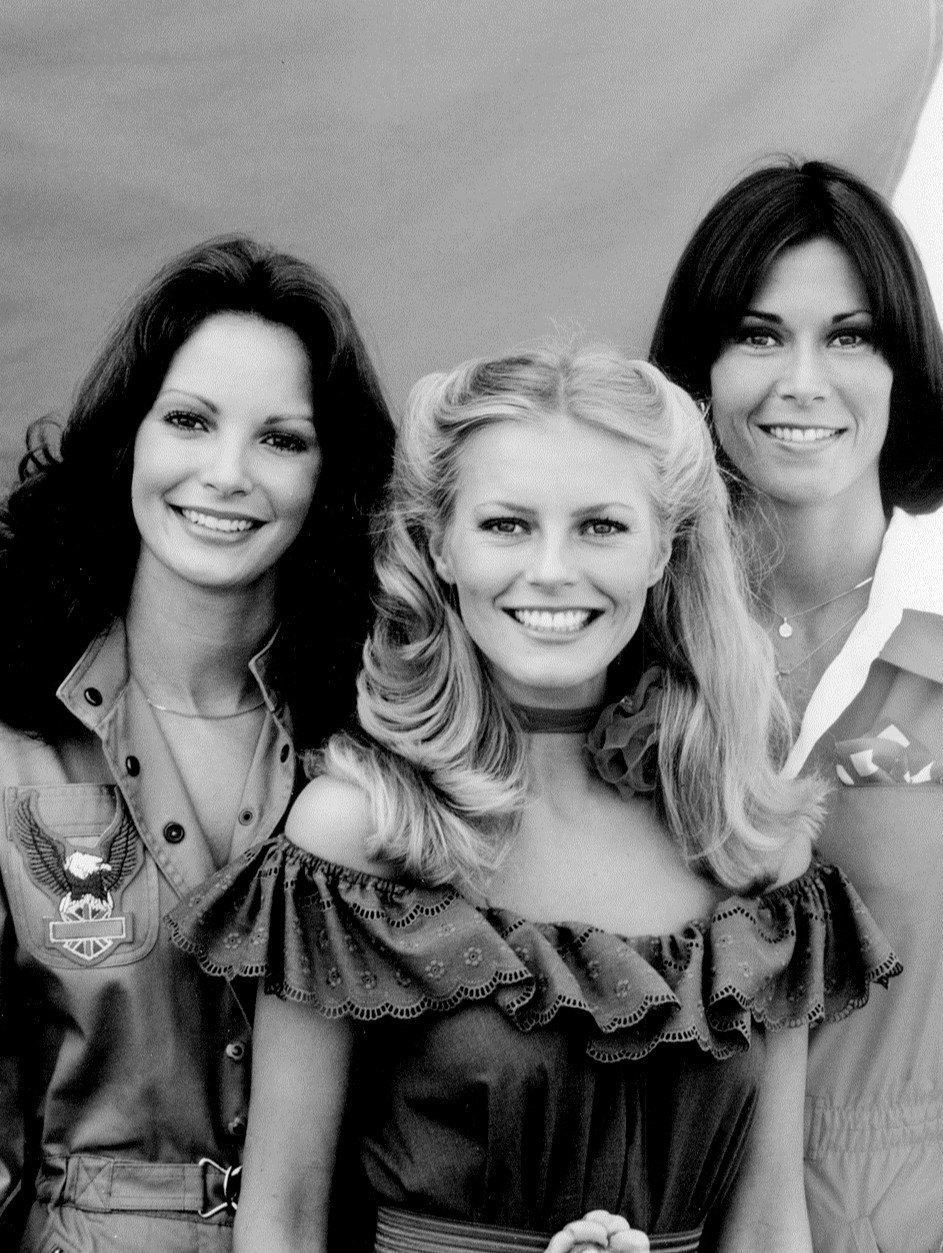
Jaclyn Smith, Cheryl Ladd et Kate Jackson forment le trio d'« Anges » des saisons deux et trois.

Composée de 26 épisodes, elle a été diffusée entre le 14 septembre 1977 et le 10 mai 1978.
1. Où est passé Charlie ? - 1re partie (Angels in Paradise - Part 1)
2. Où est passé Charlie ? - 2e partie (Angels in Paradise - Part 2)
3. Coup de froid pour ces dames - 1re partie (Angels on Ice - Part 1)
4. Coup de froid pour ces dames - 2e partie (Angels on Ice - Part 2)
5. Miss Chrysanthème (Pretty Angels All in a Row)
6. Les Hôtesses de l'air (Angel Flight)
7. Le Cirque de la peur (Circus of Terror)
8. L'amour rend aveugle (Angel in Love)
9. Au secours ! (Unidentified Flying Angels)
10. Une radio pour les filles (Angels on the Air)
11. Ma petite dame (Angel Baby)
12. Le Fantôme du music-hall (Angels in the Wings)
13. Feu à volonté (Magic Fire)
14. Sammy Davis en voit de drôles (The Sammy Davis Jr. Kidnap Caper) avec Sammy Davis Jr
15. Ces dames au Far-West (Angels on Horseback)
16. Jeu, set et mort (Game, Set, Death)
17. Ceinture pour les bijoux (Hours of Desperation) avec un scénario de Ray Brenner
18. Les Diamants (Diamond in the Rough)
19. Au service de ces dames (Angels in the Backfield)
20. Les Meurtres (The Sandcastle Murders)
21. Une voix s'éteint (Angel Blues)
22. À toi pour la vie (Mother Goose is Running for His Life)
23. Ces dames de la nuit (Little Angels of the Night)
24. La Collection de jade (The Jade Trap)
25. La Fuite (Angel on the Run)
26. Antiquités en tous genres (Antique Angels)

### Troisième saison (1978-1979)
Composée de 24 épisodes, elle a été diffusée entre le 13 septembre 1978 et le 16 mai 1979. La saison contient un épisode crossover avec la série Vegas.
1. Meurtre à Las Vegas - 1re partie (Angels in Vegas: Part 1), crossover avec Vegas
2. Meurtre à Las Vegas - 2e partie (Angels in Vegas: Part 2), crossover avec Vegas
3. Le Prototype (Angel Come Home) avec Farrah Fawcett
4. Acrobaties (Angel on High)
5. Meurtre à la station thermale (Angels in Springtime)
6. Qui perd gagne (Winning is for Losers) avec un scénario de Ray Brenner
7. Le Fantôme de l'arbre (Haunted Angels)
8. Rédemption (Pom Pom Angels)
9. Ohé du bateau ! (Angels Ahoy!)
10. Mauvais caractère (Mother Angel) avec Farrah Fawcett
11. Perte de mémoire (Angel on My Mind)
12. Élimination par élimination (Angels Belong in Heaven)
13. Le Démon des courses (Angels in the Stretch)
14. Les Vacances des drôles de dames (Angels on Vacation)
15. Copies conformes (Counterfeit Angels)
16. Le Prince du disco (Disco Angels)
17. Neige sanglante - 1re partie (Terror on Skis: Part 1)
18. Neige sanglante - 2e partie (Terror on Skis: Part 2)
19. Jill arrive à la rescousse (Angel in a Box) avec Farrah Fawcett
20. Les Mauvaises Herbes (Teen Angels)
21. Marathon (Marathon Angels)
22. Bosley est amoureux (Angels in Waiting)
23. À la mémoire de Rosemary (Rosemary, for Remembrance)
24. Souvenirs (Angels Remembered)

### Quatrième saison (1979-1980)
Composée de 26 épisodes, elle a été diffusée entre le 12 septembre 1979 et le 7 mai 1980. La saison contient un épisode crossover avec la série La croisière s'amuse.
1. Ces dames s'amusent - 1re partie (Love Boat Angels - Part 1), crossover avec La croisière s'amuse
2. Ces dames s'amusent - 2e partie (Love Boat Angels - Part 2), crossover avec La croisière s'amuse
3. Ces dames prennent la route (Angels Go Truckin)
4. La Vengeance de ces dames (Avenging Angel)
5. Vive la mariée (Angels at the Altar)
6. Une vie de chien (Fallen Angel) avec Farrah Fawcett
7. La Cage aux dames (Caged Angel)
8. Double Jeu (Angels on the Street)
9. Le Prince et ces dames (The Prince and the Angel) avec Farrah Fawcett
10. Ça roule pour les filles! (Angels on Skates)
11. Ah, les chères études (Angels on Campus)
12. La Grande Chasse (Angel Hunt)
13. Une croisière en or (Cruising Angels)
14. Ces dames en voient de drôles (Of Ghosts and Angels) avec Paul Burke
15. Il faut savoir tout faire (Angel's Child)
16. Mais qui a disparu ? (One of Our Angels is Missing)
17. L'Ange déchu (Catch a Falling Angel)
18. Qu'on est bien chez soi (Homes $weet Homes)
19. Dans la danse (Dancin' Angels)
20. Harrigan (Harrigan's Angel) Avec Howard Duff
21. Une dame manque à l'appel (An Angel's Trail) avec Farrah Fawcett
22. En deux temps trois mouvements (Nips and Tucks)
23. Pièges en trois dimensions (Three for the Money)
24. Triple mixte (Toni's Boys) avec Barbara Stanwyck et Bob Seagren
25. Problème de cœur - 1re partie (One Love... Two Angels - Part 1) avec Ray Milland et Patrick Duffy
26. Problème de cœur - 2e partie (One Love... Two Angels - Part 2)

### Cinquième saison (1980-1981)
Composée de 17 épisodes, elle a été diffusée entre le 30 novembre 1980 et le 24 juin 1981.
1. Agence de mannequins - 1re partie (Angel in Hiding - Part 1) avec Christopher Lee et Dack Rambo
2. Agence de mannequins - 2e partie (Angel in Hiding - Part 2) avec Christopher Lee et Dack Rambo
3. La Fin du voyage (To See an Angel Die)
4. Sirène d'alarme pour trois sirènes (Angels of the Deep)
5. Un tueur à gage sur l'île (Island Angels) avec Carol Lynley
6. Plage interdite (Waikiki Angels)
7. Et si l'on dansait (Hula Angels) avec Joanna Cassidy
8. Alambic et Vieilles Querelles (Moonshinin' Angels)
9. Mariage surprise (He Married an Angel)
10. Sabotage (Taxi Angels)
11. Le Tueur au téléphone (Angel on the Line)
12. En avant le music-hall (Chorus Line Angels)
13. L'Ombre d'un héros (Stuntwomen Angels)
14. Hypnose mortelle (Attack Angels)
15. Les Risques du métier (Angel on a Roll)
16. M. Galaxy (Mr Galaxy)
17. Entre la vie et la mort (Let Our Angel Live)

## Autour de la série

### Anecdotes
- Le personnage de Charlie Townsend est une des plus célèbres incarnations de l'arlésienne : il n'apparaît presque jamais à l'écran, sauf lorsqu'il sera enlevé. On l’aperçoit de dos, qui s'éloigne à la nage. Lorsque son personnage est censé être à l'écran, on voit quelquefois sa main ou son bras, et presque invariablement une splendide jeune femme à ses côtés.
- De nombreuses actrices ont été auditionnées pour interpréter un Ange, parmi lesquelles Kim Basinger et Michelle Pfeiffer, qui ont tenté leur chance mais sans succès[2].
- ABC avait dans un premier temps retoqué le concept développé par Aaron Spelling et Leonard Goldberg. C'est finalement Fred Silverman, le nouveau président des programmes de la chaîne, qui donnera une seconde chance au projet et son feu vert à la production de la série[3].
- Trois voitures, construites et commercialisées par la Ford Motor Company, sont à disposition de ces Dames : une Ford Mustang II Ghia, celle-ci est conduite uniquement par Kelly Garrett (Jaclyn Smith) tout au long de la série, une Ford Mustang II Cobra, celle-ci est conduite par Jill Munroe (Farrah Fawcett) pour la saison 1 puis par Kris Munroe (Cheryl Ladd) dans les autres saisons, et une Ford Pinto, cette dernière est conduite par Sabrina Duncan (Kate Jackson) pour les trois premières saisons puis par Tiffany Welles (Shelley Hack) pour la 4e saison et enfin dans la saison 5 par Julie Rogers (Tanya Roberts).
- C'est le designer Jean-Charles de Castelbajac qui dessina la plupart des tenues de Farrah Fawcett pour les deux premières saisons de la série. Il avait été choisi par Jay Bernstin pour sa vision futuriste de la garde robe féminine. C'est lui qui eut l'idée de concevoir des vêtements de sport (tennis, jogging, ski) en taille xxs pour mettre en avant tant la dimension powerful que l'approche sexy de l'actrice. Il travailla également sur la deuxième série de Chapeau melon et bottes de cuir avec Purdey.
- Dans l'épisode-pilote, Scott Woodville, interprété par l'acteur David Ogden Stiers est le bras-droit de Charlie avant John Bosley. Ainsi Bosley reprend les fonctions de Woodville dans les épisodes suivants. Woodville n'apparaît que dans l'épisode-pilote.
- La série n'aura du succès que pendant trois ans. À partir de la saison 4, elle connaît un déclin. Les responsables accusent la nouvelle Dame, Shelley Hack, d'avoir fait baisser l'audience, ce qui explique qu'elle n'ait joué que dans une saison. Pour sauver la série, ils introduisent une nouvelle actrice, Tanya Roberts. En remplaçant Tiffany par Julie, ils espéraient renouer avec le succès, en vain. Pendant cinq ans, la série restera quand même parmi les vingt séries américaines les plus regardées.
- Le nom de famille de John Bosley est un clin d’œil à l’acteur Tom Bosley (Happy Days, Arabesque…). En effet, son interprète était toujours confondu avec l’acteur, en raison de leur physique proche. La production a conservé cette référence[1].
- Lors des intermèdes destinés à annoncer les coupures de pub à l'intérieur des épisodes, le petit riff musical que l'on entend, est inspiré d'un autre, joué à la fin d'un morceau de Benny Goodman et Charlie Christian, intitulé Six Appeal ou My Daddy Rocks Me, deux titres à double sens qui auraient inspiré les compositeurs de la musique de la série.
- Le titre français de la série est très éloigné du titre original. En effet, à l'instar des séries La croisière s'amuse et Shérif, fais-moi peur dont les titres français font référence à des films (Le congrès s'amuse et Chéri, fais-moi peur), Drôles de dames fait référence au titre du film Drôle de drame de Marcel Carné. Le titre français a inexplicablement été conservé au Québec[4].

### Suites et adaptations
En 2000, le studio Columbia Pictures lance une série de films se déroulant dans la continuité de la série mais avec une nouvelle génération d'« Anges ». 
John Forsythe y reprend d'ailleurs son rôle de Charlie dans les deux premiers volets et Jaclyn Smith fait une apparition en reprenant son rôle de Kelly Garrett dans les second et troisième volets. Le personnage de John Bosley est également présent mais il n'est plus interprété par David Doyle, mort en 1997.
La série est composée de trois films :
- 2000 : Charlie et ses drôles de dames (Charlie's Angels) de McG avec Cameron Diaz, Drew Barrymore, Lucy Liu.
- 2003 : Charlie's Angels : Les Anges se déchaînent ! (Charlie's Angels: Full Throttle) de McG avec Cameron Diaz, Drew Barrymore, Lucy Liu et Demi Moore.
- 2019 : Charlie's Angels d'Elizabeth Banks avec Kristen Stewart, Naomi Scott et Ella Balinska.

En 2003, la série de films donne aussi naissance à une mini web-série d'animation servant d'introduction au second film et intitulée Charlie's Angels: Animated Adventures. Plusieurs jeux vidéo puisent également leurs inspirations des films, dont Charlie's Angels : Les Anges se déchaînent ! de Neko Entertainment.

### Reboot télévisé
De nombreux projets de reboot ont été développés : le premier en 1988, avec Aaron Spelling qui décide de proposer un projet nommé Angels 88 à la Fox qui le refuse, puis en 2005, avec Carlton Cuse qui en propose un second à ABC.
En 2010, un projet produit par Sony Pictures Television est proposé à la chaîne ABC, amené par Josh Friedman et produit par Drew Barrymore. Le tournage de ce reboot, simplement intitulé Charlie's Angels, débute à Miami en janvier 2011. 
Les trois nouveaux « Anges » sont Rachael Taylor, Minka Kelly et Annie Ilonzeh. La série est lancée le 22 septembre 2011 à 20 h pour une diffusion hebdomadaire, mais est annulée au bout de huit épisodes à cause des très faibles audiences ainsi que de critiques catastrophiques.

### Adaptations à l'étranger
- 1998-1999 : Angeles, série mexicaine co-produite par Telemundo
- 2002-2005 : Anges de choc (Wilde Engel), série allemande d'Hermann Joha
- 2004 : Asian Charlie's Angels (en), série taïwanaise de Michael Mak avec Annie Wu (en), Kelly Lin et Qu Ying (en)

## Produits dérivés

### Sortie DVD
- Drôles de dames - L'intégrale de la saison 1 (10 mars 2004) (ASIN B00019GLF82004)
- Drôles de dames - L'intégrale de la saison 2 (22 septembre 2005) (ASIN B000A3X4E6)
- Drôles de dames - L'intégrale de la saison 3 (6 mai 2009) (ASIN B001OE2BIA)